# Alta velocidad ferroviaria en China
El término Alta Velocidad ferroviaria en China hace referencia a los servicios ferroviarios ofrecidos a velocidades máximas de 200 km/h o más en el país asiático.
CRH (China Railway High-Speed) ofrece servicios ferroviarios sobre líneas de alta velocidad, desde el 18 de abril de 2008. En ese sentido, a 31 de diciembre de 2016 China tiene la red de alta velocidad más grande del mundo, formada por 10 157 km para 300 km/h o más, y 11 904 km de líneas nuevas para 250 km/h. En total suman 22 061 km que (desde 2009) superan ampliamente al segundo país, España, que cuenta en la misma fecha con 2 205 km para más de 240 km/h y 418km diseñados para 200 km/h. Además ha renovado líneas convencionales para velocidades de 200 km/h y uso mixto viajeros/mercancías: 2 902 km a 31 de diciembre de 2010.
Longitud de las redes de alta velocidad en el mundo
Su red recorre todo tipo de climas, desde el desértico de la línea Hami-Urumqi, con vientos muy peligrosos y una altitud máxima de 3 607 m (la mayor para una línea de alta velocidad), hasta el permafrost de la línea Dalian-Harbin, que obliga a reducir la velocidad en invierno, pasando por el clima sub-tropical de Cantón, a solo 8 horas de Pekín.
También tiene la red de alta velocidad más utilizada del mundo, con 910 millones de viajeros en 2015, tras desbancar a Japón en 2011. Igualmente, su parque de trenes de alta velocidad se componía de unas 992 unidades a finales de 2014, mientras que el japonés era de 403.
Número de viajeros en AV en el mundo
Casi todas las líneas de alta velocidad y el material rodante son propiedad y están administrados por la China Railway Corporation, la institución nacional de ferrocarriles antes conocida como Ministerio de Ferrocarriles, salvo el tren MagLev de Shanghái, que es propiedad y está administrado por el gobierno de la ciudad de Shanghái. Este ferrocarril de levitación magnética con tecnología Transrapid, único en el mundo, une la ciudad de Shanghái con su aeropuerto: 30,5 km a una velocidad máxima de 430 km/h desde marzo de 2004.

## Historia
La planificación de la red ferroviaria de alta velocidad de China se inició en la década de 1990. En diciembre de 1990, el Ministerio de Ferrocarriles presentó una propuesta para construir un ferrocarril de alta velocidad entre Pekín y Shanghái puesto que el convencional se encontraba saturado. 
A través de cinco rondas de campañas de elevación de la velocidad (abril de 1997, octubre de 1998, octubre de 2000, noviembre de 2001, y abril de 2004), el servicio de pasajeros se actualizó para llegar a velocidades de 160 km/h en 7 700 km, de 200 km/h en 3 002 km y de 423 para 250 km/h en líneas ya existentes.
El 12 de octubre de 2003 se inauguró la primera línea de alta velocidad entre Qinhuangdao y Shenyang: 405 km para 250 km/h, mientras que en 1998 la Guangshen Railway Company cuadruplicó la línea entre Cantón (Guangzhou en inglés) y Shenzhen para que por sus vías centrales circulasen 8 nuevos trenes chinos DJJ1 "Blue Arrow" y un único tren sueco "Xinshisu" derivado del SJ 2000 a 200 km/h.
Aunque el 18 de abril de 2008 se inauguró una nueva línea para 250 km/h entre Nankín y Hefei, el verdadero inicio de la alta velocidad ferroviaria china se produjo el 1 de agosto de 2008 con la inauguración de la línea de alta velocidad Pekín-Tianjin justo antes de la apertura de los Juegos Olímpicos de Pekín 2008, estableciendo la mayor velocidad comercial máxima del mundo: 350 km/h, superando los 320 km/h existentes en algunas líneas francesas.

## Cambios en la política de velocidades y precios
En febrero de 2011 el ministro de Ferrocarriles Liu Zhijun, un defensor clave de la expansión de la alta velocidad en China, fue destituido de su cargo al ser acusado de corrupción. Después de la reorganización política, que incluyó la desaparición del Ministerio de Ferrocarriles, las preocupaciones sobre la seguridad, los altos precios de los billetes, la sostenibilidad financiera y el impacto ambiental recibieron una mayor atención por parte de la prensa china.
En abril de 2011 el nuevo ministro de Ferrocarriles, Sheng Guangzu, manifestó que, debido a la corrupción, la seguridad podía estar comprometida en algunos proyectos de construcción y las fechas de terminación podían tener que retrasarse. Sheng anunció que todos los trenes de alta velocidad red circularían a una velocidad máxima de 300 km/h a partir del 1 de julio de 2011. Esta fue la respuesta a las preocupaciones sobre la seguridad, a la poca cantidad de pasajeros debido a los altos precios de los billetes, [52] y al alto consumo de energía. El 13 de junio de 2011, el ministro aclaró en una conferencia de prensa que la reducción de la velocidad no se debía a problemas de seguridad, sino para ofrecer billetes más asequibles y aumentar la cantidad de pasajeros, ya que los viajes a mayor velocidad utilizan más energía y suponen más desgaste de materiales. 
Entre el 1 de julio de 2011 y el 28 de agosto del mismo año CRH bajó a 300 km/h la velocidad máxima de los trenes en las líneas en que se estaba circulando a 350 km/h; y a 200 km/h en las aptas para 250 km/h. En mayo de 2011, el Ministerio de Protección del Medio Ambiente de China ordenó la paralización de la construcción de dos líneas de alta velocidad que superaron los tests de impacto ambiental. En junio, el ministro sostuvo que la construcción de líneas para alta velocidad no se estaba ralentizando. Los trenes CRH380A fueron diseñados y homologados a 380 km/h para la línea de alta velocidad Pekín-Shanghái, pero fueron limitados a 300 km/h desde su inauguración. Fallos en la señalización y en los trenes en el primer mes de funcionamiento de la línea de alta velocidad Pekín-Shanghái produjo la entrada en taller de los nuevos trenes CRH380A, y llevó de nuevo a los pasajeros al anterior servicio de trenes más lentos y al transporte aéreo; un mes después volvieron a entrar en servicio.
A pesar de ello, la mejor velocidad media mundial en servicio comercial está entre Shijiazhuang y Zhengzhou, a 283,4 km/h. También está la increíble media de 250 km/h durante los 2.001 km existentes entre Pekín y Cantón. Por otra parte, el 12 de octubre de 2015 se decidió el aumento de la velocidad máxima comercial hasta los 350 km/h, comenzando en la línea Beijing-Shanghái en 2016, aunque finalmente fue la nueva línea Shanghái-Kunming PDL la que subió su velocidad a 330 km/h el 28 de diciembre de 2016.

## Accidente de Wenzhou
El 23 de julio de 2011 se produjo un accidente en la línea Ningbo-Wenzhou (cuya velocidad ya había sido reducida a 200 km/h el 1 de julio de 2011), en la proximidades de esta última. Durante una tormenta falló la señalización y después la alimentación eléctrica, lo que ocasionó la detención del tren CRH1B-046 que fue alcanzado por el tren CRH2E-139 en un viaducto. Ocasionó 40 fallecidos y 12 heridos graves.

## XIII Plan Quinquenal
La Comisión Nacional de Desarrollo y Reformas (NDRC) espera que la longitud de las líneas dedicadas únicamente al transporte de viajeros (PDL) pase de los 19 000 km de 2015 a los 30 000 en 2020, y alcance los 38 000 en 2025, llegando a todas las ciudades de más de cinco millones de habitantes.
La concepción de la red pasará de la actual, con cuatro corredores principales Norte-Sur y otros cuatro Este-Oeste, a otra con el doble de corredores.

## Líneas de Alta Velocidad
A 31 de diciembre de 2016 China tiene la red de alta velocidad más grande del mundo, formada por 22 061 km de líneas nuevas diseñadas para 250 km/h o más. China Railways Corporation (CRC) también ha renovado líneas convencionales para 200 km/h y uso mixto viajeros / mercancías: 2 902 km a 31 de diciembre de 2010.

### Red inaugurada cada año

Railway network map with conventional lines upgraded or built to accommodate CRH shown in orange (160–250 km/h (99–155 mph)), secondary high-speed lines in green (200–299 km/h (124–186 mph)), and blue (above 300 km/h (190 mph)).

| Año    | Total en servicio (km) | Diferencia anual | Total (km cada año) | %      | 300 / 380 km/h | %      | 250 km/h | %      |
| 2003   | 405                    | —                | 405                 | 1,8%   | 0              | 0,0%   | 405      | 3,4%   |
| 2008   | 1.053                  | + 160,0%         | 648                 | 2,9%   | 120            | 1,2%   | 528      | 4,4%   |
| 2009   | 3.277                  | + 211,2%         | 2.224               | 10,1%  | 968            | 9,5%   | 1.256    | 10,6%  |
| 2010   | 5.186                  | + 58,3%          | 1.909               | 8,7%   | 916            | 9,0%   | 993      | 8,3%   |
| 2011   | 6.701                  | + 29,2%          | 1.515               | 6,9%   | 1.422          | 14,0%  | 93       | 0,8%   |
| 2012   | 9.356                  | + 39,6%          | 2.655               | 12,0%  | 2.191          | 21,6%  | 464      | 3,9%   |
| 2013   | 12.314                 | + 31,6%          | 2.958               | 13,4%  | 923            | 9,1%   | 2.035    | 17,1%  |
| 2014   | 17.634                 | + 43,2%          | 5.320               | 24,1%  | 1.349          | 13,3%  | 3.971    | 33,4%  |
| 2015   | 20.504                 | + 16,3%          | 2.870               | 13,0%  | 1.445          | 14,2%  | 1.425    | 12,0%  |
| 2016   | 22.061                 | + 7,6%           | 1.557               | 7,1%   | 823            | 8,1%   | 734      | 6,2%   |
| Total: | 22.061                 | —                | 22.061              | 100,0% | 10.157         | 100,0% | 11.904   | 100,0% |
|        |                        |                  |                     |        |                |        |          |        |

### Principales corredores
La red de alta velocidad (PDL) está formada principalmente por ocho corredores Norte-Sur y otros ocho Este-Oeste:
NORTE→SUR:
01– Dalian-Beihai Coastal PDL: Dandong-Dalian-Yingkou-Shenyang-Panjin-Qinhuangdao-Tianjin oeste-Dongying-Weifang-Qingdao-Lianyungang-Yancheng-Nantong-Shanghái-Hangzhou-Ningbo-Fuzhou-Xiamen-Shenzhen-Zhanjiang-Beihai-Fangchenggang (cerca de Vietnam). Ramales: Yingkou-Panjin, Tianjin Oeste-Pekín y Weifang/Qingdao-Yantai.
02– Harbin-Hong Kong PDL: Harbin-Changchun-Shenyang-Pekín-Shijiazhuang-Zhengzhou-Wuhan-Changsha-Cantón (Guangzhou)-Macao (Zhuhai). Ramal: Guangzhou-Shenzhen.
03– Pekín-Hong Kong PDL: Pekín-Hengshui-Heze-Shangqiu-Fuyang-Huanggang-Jiujiang-Nanchang-Ganzhou-Shenzhen-Futian-West Kowloon (Hong Kong). Ramales: Nanchang-Putian/Fuzhou, Hefei-Jiujiang y Fuyang-Hefei-Nanping-Fuzhou-Taipéi (en la isla de Taiwán).
04– Pekín-Shanghái PDL: Pekín-Tianjin South-Jinan-Xuzhou-Nankín-Shanghái; ramal Nankín-Hangzhou y ramal Bengbu-Hefei-Hangzhou. También habrá una segunda línea paralela: Weifang-Linyi-Huai'an-Yangzhou-Nantong.
05– Hohhot-Nanning PDL: Hohhot (Huhhot, al oeste de Pekín)-Datong-Taiyuan-Zhengzhou- Xiangyang-Changde-Yiyang-Shaoyang-Yongzhou-Guilin-Liuzhou-Nanning (cerca de Vietnam).
06– Pekín-Kunming PDL: Beijing (Pekín)-Datong-Taiyuan-Xi'an-Chengdu-Yibin-Kunming. Ramales: Beijing-Shijiazhuang-Taiyuan y Chongqing-Yibin. 
07– Baotou / Yinchuan-Haikou PDL: Baotou (al oeste de Pekín)-Yan'an-Xi'an-Chongqing-Guiyang-Nanning-Qinzhou-Beihai-Zhanjiang-Haikou-Hainan circle (en la isla de Hainan) y ramal Yinchuan-Xi'an.
08– Xining-Guangzhou PDL: Xining-Rongwo-Chengdu-Guiyang-Guangzhou (Cantón) y ramal Lanzhou-Rongwo.
ESTE→OESTE:
09– Qingdao-Yinchuan PDL: Qingdao-Jinan-Shijiazhuang-Taiyuan-Yinchuan. 
10– Lianyungang-Urumqi PDL: Lianyungang-Xuzhou-Zhengzhou-Xi'an-Baoji-Lanzhou-Hami-Urumqi. 
11– Shanghái-Kunming PDL: Shanghái-Hangzhou-Nanchang-Changsha-Xinhuang-Guiyang-Kunming.
12– Shanghái-Chengdú PDL: Shanghái-Nankín-Hefei-Wuhan-Yichang-Chongqing-Chengdú. También habrá una segunda línea entrelazada: Nankín-Anqing-Jiujiang-Wuhan-Xiangyang-Wanzhou-Suining-Chengdú.
13– Suifenhe-Manzhouli PDL: Suifenhe (frontera rusa al este)-Mudanjiang-Harbin-Qiqihar-Hailar-Manzhouli (frontera rusa con Mongolia Interior). 
14– Pekín-Lanzhou PDL: Pekín-Hohhot-Yinchuan-Lanzhou.
15– Xiamen-Chongqing PDL: Xiamen-Longyan-Ganzhou-Changsha-Yiyang-Changde-Chongqing.
16– Cantón-Kunming PDL: Cantón (Guangzhou en inglés)-Nanning-Kunming.
Tramos duplicados: Pekín-Tianjin y Shanghái-Nankín, todos ellos a 309 km/h; tramos por duplicar: Pekín-Kalgan, Pekín-Shijiazhuang, Shijiazhuang-Taiyuan, Datong-Taiyuan, Weifang-Qingdao, Shanghái-Hangzhou, Chengdú-Yibin y Zhanjiang-Beihai. Está previsto construir líneas desde el continente hasta las islas de Hainán y de Taiwán. Mapas de las líneas.

### Tramos en servicio de cada corredor principal (PDL)
01– Dalian-Beihai Coastal PDL: Dalian-Pekín, Yingkou-Panjin, Hangzhou-Shenzhen y Maoming-Zhanjiang: 3 287 km
02– Harbin-Hong Kong PDL: Harbin-Shenyang y Pekín-Zhuhai: 2 830 km
03– Pekín-Hong Kong PDL: Jiujiang-Nanchang, Hefei-Fuzhou, Nanchang-Fuzhou y Shenzhen-Futian: 1 498 km
04– Pekín-Shanghái PDL: Pekín-Shanghái, Bengbu-Hefei y Nankín-Hangzhou: 1 698 km
05– Hohhot-Nanning PDL: Guilin-Nanning: 368 km
06– Pekín-Kunming PDL: Taiyuan-Xi’an: 599 km
07– Baotou/Yinchuan-Haikou PDL: Nanning-Beihai y Hainan Circle: 858 km
08– Xining-Cantón PDL: Guiyang-Cantón: 857 km
09– Qingdao-Yinchuan PDL: Qingdao-Jinan y Shijiazhuang-Taiyuan: 552 km
10– Lianyungang-Urumqi PDL: Xuzhou-Baoji y Lanzhou-Urumqi: 2 744 km
11– Shanghái-Kunming PDL: Shanghái-Kunming: 2 254 km
12– Shanghái-Chengdú PDL: Shanghái-Chengdú; 2ª línea: Nankín-Anqing, Huangshi-Wuhan-Xiaogan, Wanzhou-Chongqing y Suining-Chengdú: 2 778 km
13– Suifenhe-Manzhouli PDL: Harbin-Qiqihar: 281 km
14– Pekín-Lanzhou PDL: ninguno
15– Xiamen-Chongqing PDL: Longyan-Xiamen: 171 km
16– Cantón-Kunming PDL: Cantón-Kunming: 1 286 km
Total: 22 061 km: (10 157 para 300 / 380 km/h y 11 904 para 250 km/h) actualizado a 31/12/2016. Mapa actualizado al 20/05/2016.

### Cada uno de los tramos y la fecha de su puesta en servicio
| Tramos en servicio:           | Km/h | Inauguración | Km de línea | Línea troncal |
| Shenyang–Qinhuangdao          | 250  | 12/10/2003   | 405         | 01            |
| Nankín–Hefei                  | 250  | 18/04/2008   | 166         | 12            |
| Tianjin Oeste–Pekín           | 350  | 01/08/2008   | 120         | 01 Ramal      |
| Qingdao–Jinan                 | 250  | 20/12/2008   | 362         | 09            |
| Hefei–Wuhan                   | 250  | 01/04/2009   | 356         | 12            |
| Shijiazhuang–Taiyuan          | 250  | 01/04/2009   | 190         | 09            |
| Suining–Chengdú               | 200  | 30/06/2009   | 148         | 12 B          |
| Wenzhou–Fuzhou                | 250  | 28/09/2009   | 296         | 01            |
| Ningbo–Wenzhou                | 250  | 28/09/2009   | 266         | 01            |
| Wuhan–Cantón                  | 350  | 26/12/2009   | 968         | 02            |
| Zhengzhou–Xi’an               | 350  | 06/02/2010   | 458         | 10            |
| Fuzhou–Xiamen                 | 250  | 26/04/2010   | 275         | 01            |
| Shanghái–Nankín               | 350  | 01/07/2010   | 300         | 12            |
| Nanchang–Jiujiang             | 250  | 20/09/2010   | 135         | 03            |
| Shanghái–Hangzhou             | 350  | 26/10/2010   | 158         | 11            |
| Yichang–Lichuan               | 200  | 22/12/2010   | 275         | 12            |
| Hainan círculo este           | 250  | 30/12/2010   | 308         | 07            |
| Cantón–Zhuhai (junto a Macao) | 200  | 07/01/2011   | 93          | 02            |
| Pekín–Shanghái                | 380  | 30/06/2011   | 1.318       | 04            |
| Cantón–Shenzhen               | 350  | 26/12/2011   | 104         | 02 Ramal      |
| Wuhan–Yichang                 | 250  | 01/07/2012   | 293         | 12            |
| Zhengzhou–Wuhan               | 350  | 28/09/2012   | 536         | 02            |
| Bengbu–Hefei                  | 300  | 16/10/2012   | 131         | 04 Ramal      |
| Harbin–Shenyang               | 350  | 01/12/2012   | 543         | 02            |
| Dalian–Shenyang               | 350  | 01/12/2012   | 395         | 01            |
| Pekín–Zhengzhou               | 350  | 26/12/2012   | 586         | 02            |
| Xiamen–Longyan                | 200  | 29/06/2012   | 171         | 15            |
| Hangzhou–Ningbo               | 350  | 01/07/2013   | 150         | 01            |
| Nankín–Hangzhou               | 350  | 01/07/2013   | 249         | 04 Ramal      |
| Yingkou–Panjin                | 350  | 12/09/2013   | 89          | 01 Ramal      |
| Nanchang–Fuzhou               | 250  | 26/09/2013   | 532         | 03 Ramal      |
| Qinhuangdao–Tianjin Oeste     | 350  | 01/12/2013   | 287         | 01            |
| Xiamen–Shenzhen               | 250  | 28/12/2013   | 514         | 01            |
| Xi’an–Baoji                   | 300  | 28/12/2013   | 148         | 10            |
| Lichuan–Chongqing             | 200  | 28/12/2013   | 264         | 12            |
| Maoming–Zhanjiang             | 250  | 28/12/2013   | 103         | 01            |
| Guilin–Nanning                | 250  | 30/12/2013   | 368         | 05            |
| Nanning–Qinzhou–Beihai        | 250  | 30/12/2013   | 206         | 07            |
| Qinzhou–Fangchenggang         | 250  | 30/12/2013   | 48          | 01            |
| Huangshi–Wuhan–Xiaogan        | 250  | 18/06/2014   | 163         | 12 B          |
| Taiyuan–Xi’an                 | 250  | 01/07/2014   | 599         | 06            |
| Nanchang–Changsha             | 350  | 16/09/2014   | 342         | 11            |
| Hami–Urumqi                   | 250  | 16/11/2014   | 530         | 10            |
| Hangzhou–Nanchang             | 350  | 10/12/2014   | 591         | 11            |
| Changsha–Xinhuang             | 350  | 16/12/2014   | 416         | 11            |
| Lanzhou–Hami                  | 250  | 26/12/2014   | 1.246       | 10            |
| Guiyang–Cantón                | 250  | 26/12/2014   | 857         | 08            |
| Cantón–Nanning                | 200  | 26/12/2014   | 576         | 16            |
| Xinhuang–Guiyang              | 300  | 18/06/2015   | 286         | 11            |
| Hefei–Fuzhou                  | 300  | 05/07/2015   | 806         | 03 Ramal      |
| Harbin–Qiqihar                | 250  | 17/08/2015   | 281         | 13            |
| Tianjin Oeste–Yujiapu         | 350  | 20/09/2015   | 45          | 01 Ramal      |
| Nankín–Anqing                 | 200  | 06/12/2015   | 258         | 12 B          |
| Nanning–Baise                 | 250  | 11/12/2015   | 223         | 16            |
| Dandong–Dalian                | 200  | 17/12/2015   | 294         | 01            |
| Chongqing–Chengdú             | 300  | 26/12/2015   | 308         | 12            |
| Hainan west circle            | 200  | 30/12/2015   | 344         | 07            |
| Shenzhen Norte–Futian         | 200  | 30/12/2015   | 25          | 03            |
| Xuzhou–Zhengzhou              | 350  | 10/09/2016   | 362         | 10            |
| Wanzhou–Chongqing             | 250  | 28/11/2016   | 247         | 12 B          |
| Guiyang–Kunming               | 350  | 28/12/2016   | 461         | 11            |
| Baise–Kunming                 | 250  | 28/12/2016   | 487         | 16            |
|                               |      |              |             |               |

Fuente: la UIC hasta el 1 de septiembre de 2014, y según medios especializados desde entonces.
Según el Banco Mundial en China los costes por km de línea para 250 km/h oscilan entre 8,5 y 20,5 M €, mientras que para 350 km/h varían entre los 11,5 y los 22,43 M €; un 35 o un 8 % más. Y es que, incluso las nuevas líneas para 200 km/h y uso mixto, como Nanning-Cantón y Harbin-Jiamusi, tienen un porcentaje de viaductos más túneles del 53 y el 48 % respectivamente.
Estos costes incluyen los talleres y depósitos, el material rodante y hasta las estaciones “normales”, aunque no el coste de las nuevas megaestaciones.
En 2015, CRC invirtió casi 114 600 millones de euros en infraestructuras ferroviarias, frente a los 112 500 millones de euros de 2014, y puso en servicio 9 531 nuevos kilómetros de ferrocarril; de ellos, 3 306 corresponden a líneas de alta velocidad. Entre 2016 y 2020 se invertirán más de 388 000 millones de euros en la construcción de nuevas líneas, con lo que más de 23 000 kilómetros se sumarán a la red ferroviaria china, que aumentaría hasta aproximarse a los 150 000 kilómetros, mientras que la red de alta velocidad alcanzaría los 30 000 kilómetros. En diciembre de 2016 comenzó la construcción de su primera línea de alta velocidad con un 51% de capital privado que, tras 26 años de uso, pasará a las administraciones locales.

## Número de viajeros
|                      | 2007 (*) | 2008 | 2009 | 2010 | 2011 | 2012 | 2013   | 2014   | 2015     |
| -------------------- | -------- | ---- | ---- | ---- | ---- | ---- | ------ | ------ | -------- |
| Millones de viajeros |          |      |      |      |      |      | 672,00 | 893,20 | 1.100,00 |
|                      | 2007 (*) | 2008   | 2009   | 2010   | 2011   | 2012   | 2013   | 2014 | 2015   |
| -------------------- | -------- | ------ | ------ | ------ | ------ | ------ | ------ | ---- | ------ |
| Millones de viajeros | 86,50    | 127,40 | 179,58 | 290,54 | 440,00 | 485,50 | 530,00 |      | 910,00 |
|                                  | 2007 (*) | 2008 | 2009 | 2010 | 2011 | 2012 | 2013    | 2014 | 2015 |
| -------------------------------- | -------- | ---- | ---- | ---- | ---- | ---- | ------- | ---- | ---- |
| Miles de millones de viajeros-km |          |      |      |      |      |      | 221 700 |      |      |
|                                  | 2007 (*) | 2008   | 2009   | 2010   | 2011   | 2012    | 2013    | 2014 | 2015 |
| -------------------------------- | -------- | ------ | ------ | ------ | ------ | ------- | ------- | ---- | ---- |
| Miles de millones de viajeros-km | 13 000   | 25 500 | 46 300 | 65 200 | 98 100 | 144 606 | 214 100 |      |      |
Fuentes: 2007/2012 2013 2015
(*) El tráfico hasta el 18 de abril de 2008 se refiere a las nuevas líneas para 200 km/h Qinhuangdao-Shenyang y Cantón-Shenzhen.
En términos de "miles de millones de viajeros-km" (mucho más preciso, ya que también tiene en cuenta los kilómetros recorridos), hubo 144 606 en 2012 según la UIC, superando por primera vez a Japón.
En 2013 la operadora china de trenes de alta velocidad CRH transportó 672 millones de viajeros, 530 de los cuales viajaron sobre líneas de alta velocidad. En "miles de millones de viajeros-km" hubo 221,7 y 214,1, respectivamente; este tráfico representa la mitad del total mundial de alta velocidad y 2,5 veces el de Japón. El recorrido medio sobre líneas de alta velocidad fue de 404 km. Según medios chinos, en 2015 hubo 1.100 millones de viajeros en trenes CRH, 910 de los cuales viajaron sobre líneas de alta velocidad. Los viajeros en trenes CRH representan el 45% del total en ferrocarril; dichos trenes tienen una puntualidad del 98,8% a la salida y del 95,4% a la llegada. El total de viajeros sobre líneas de alta velocidad hasta el 1 de octubre de 2014 se estimaba en 2 900 millones, mientras que el total en trenes CRH hasta finales de 2015 alcanzaba los cinco mil millones.
En el horario de enero de 2016 aparecían 1 980 pares de servicios realizados con trenes de alta velocidad sobre un total de 3 142, mientras que en verano de 2014 eran 1 330.

## Trenes de Alta Velocidad

### Generaciones
La primera generación de trenes de alta velocidad se compuso de 40 trenes de la serie CRH1, y 60 de cada una de las series CRH2, CRH3 y CRH5; los primeros tres trenes de estas últimas se fabricaron en sus países de origen, respectivamente: Japón, Alemania e Italia. El CRH1 es una versión del Regina, de Bombardier, y está siendo fabricado en Bombardier Sifang Transportation (BST), la planta conjunta de esta con la empresa estatal Sifang. El CRH2 es una versión del E2 de Kawasaki y se fabricó en otra parte de la misma planta de China South Rail Car (CSR) de Sifang, en Qingdao. El CRH3 es la versión para China del Velaro, de Siemens, y fue construido por la empresa estatal China North Rail Car (CNR) en Tangshan. Finalmente, el CRH5 es la versión no basculante del New Pendolino, de Alstom, y se fabricó en CNR Changchun.

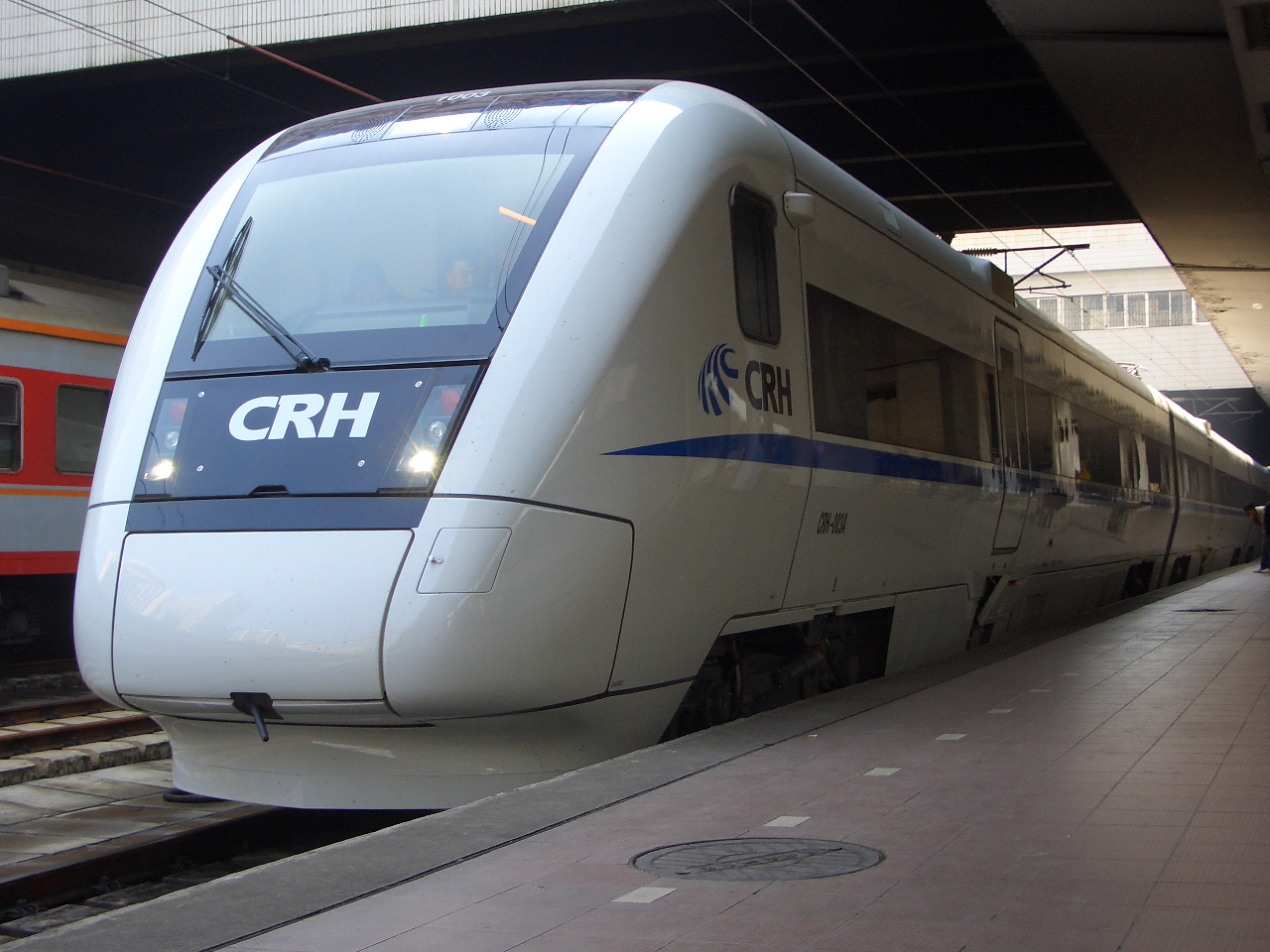
CRH1A y B
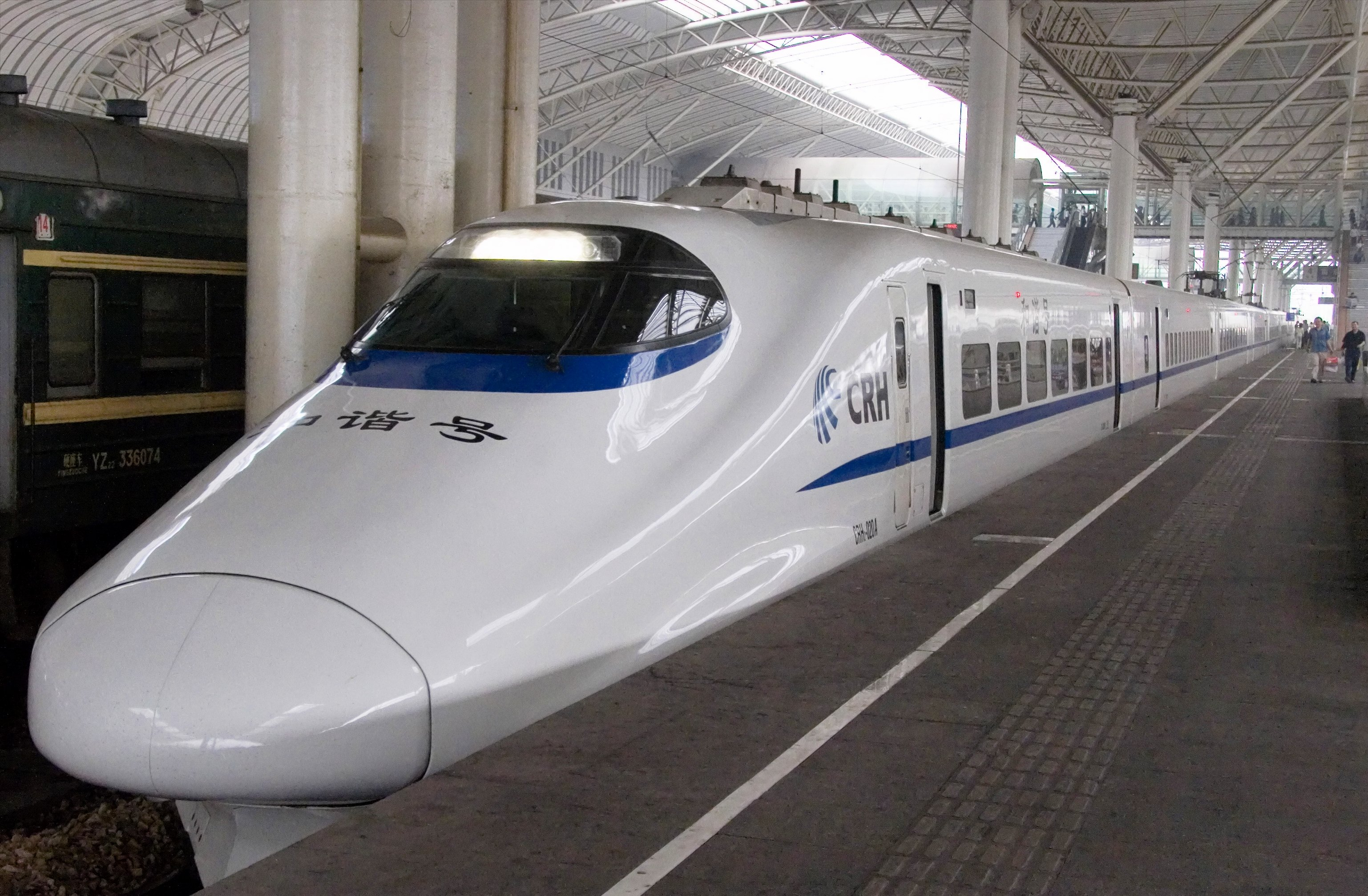
CRH2A y B
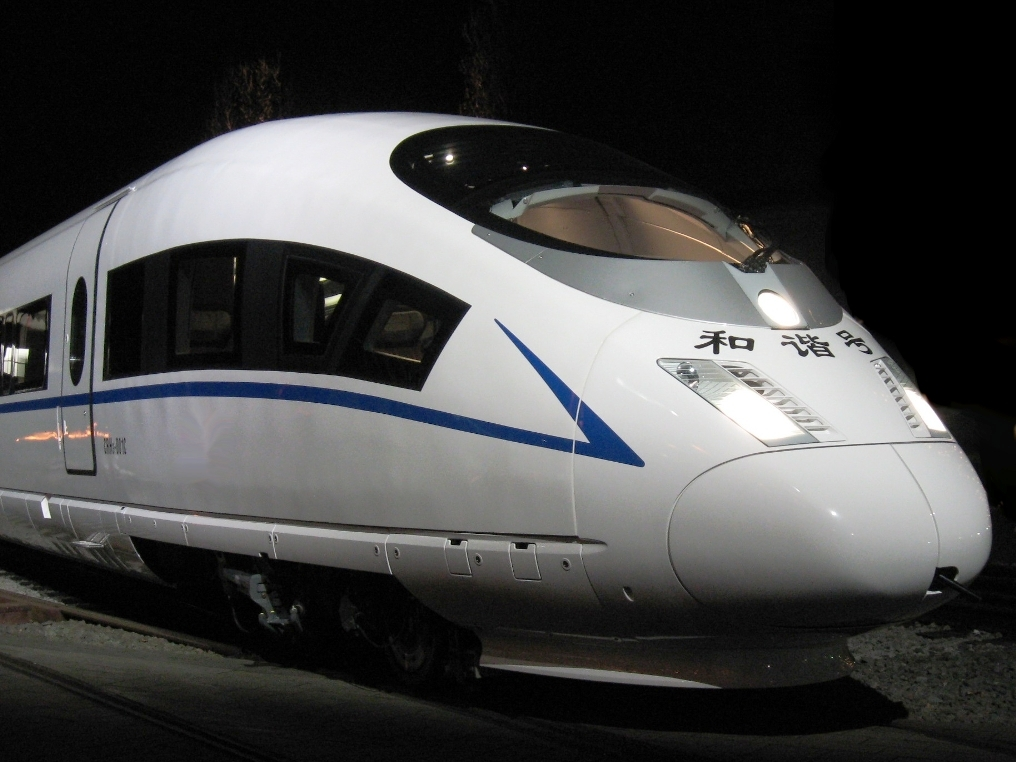
CRH3C
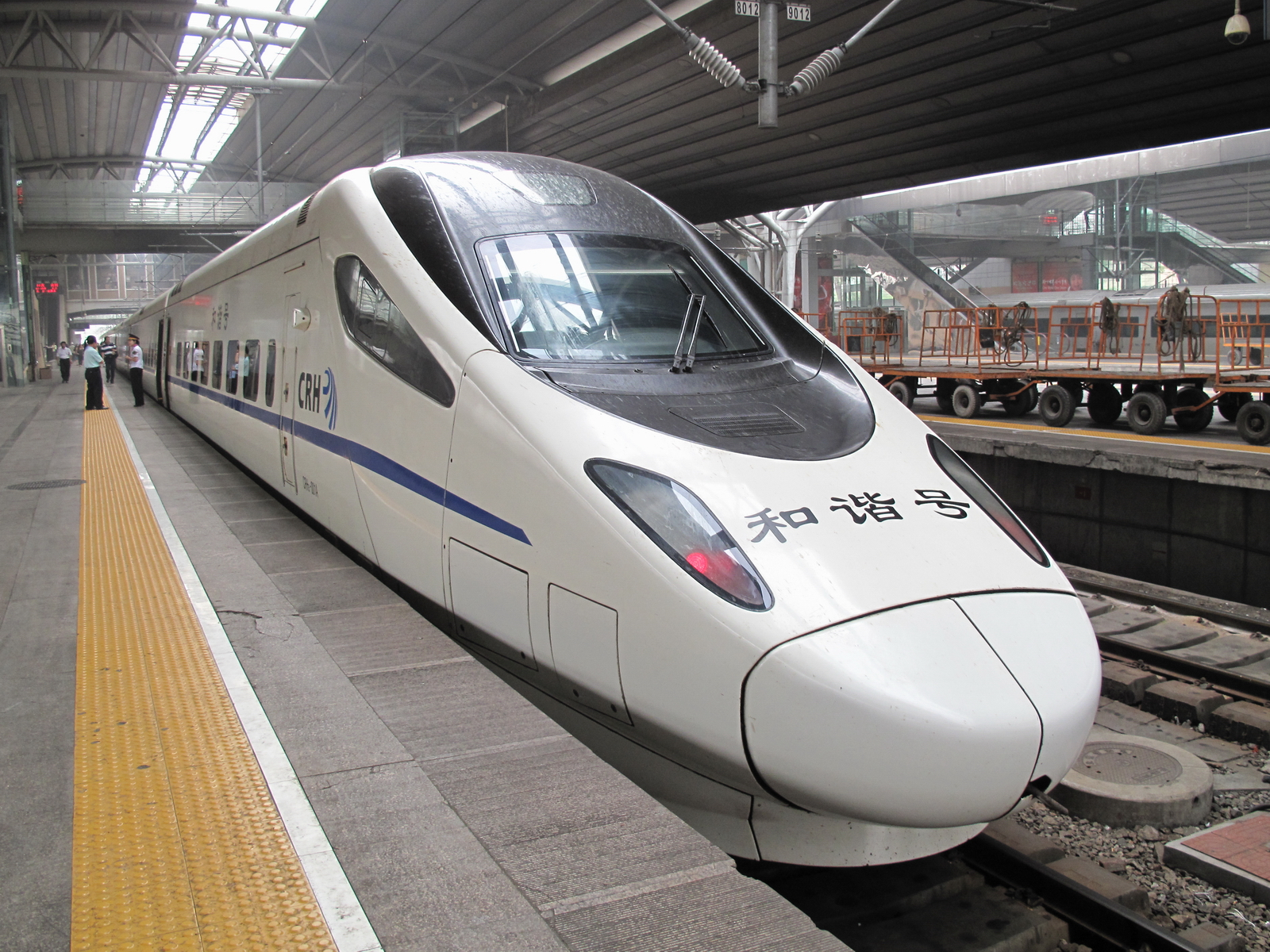
CRH5A G y H

La segunda generación está compuesta por series derivadas de las primeras sin participación de los fabricantes extranjeros, y supuso nuevos pedidos en versiones de 16 coches con asientos (CRH1B y CRH2B), o con literas (CRH1E y CRH2E). También se realizó una evolución del CRH2 de Kawasaki en versiones para 300 y 350 km/h (CRH2C1 y CRH2C2), con disputas sobre la propiedad de la tecnología utilizada, lo que también ocurrió –en menor medida– en la evolución de las series CRH3 y CRH5; no fue así en el caso de Bombardier, con el CRH1E (versión para China del Zefiro 250) y el CRH1A 250NG (Zefiro 250NG), al tener una empresa conjunta en China.

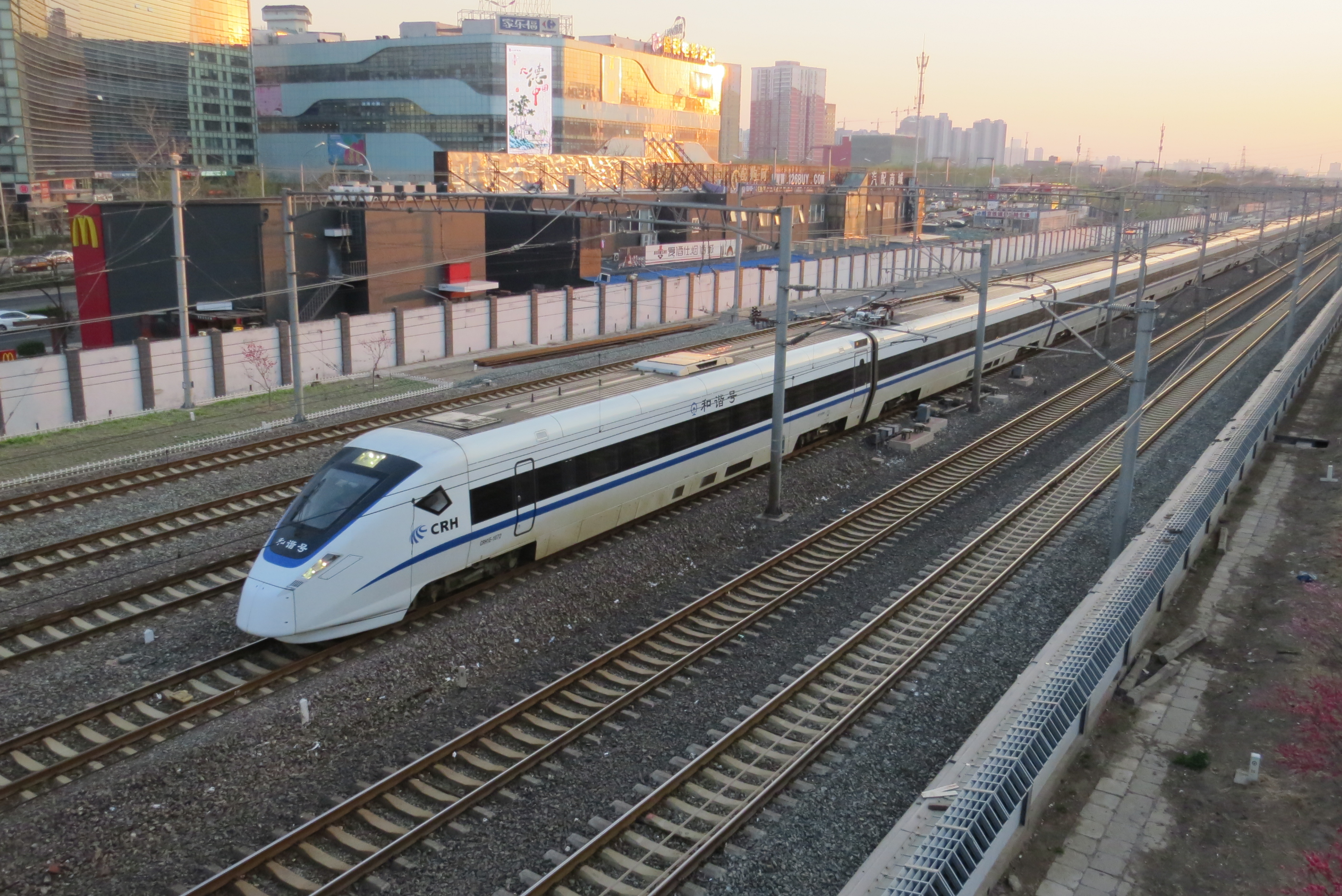
CRH1E
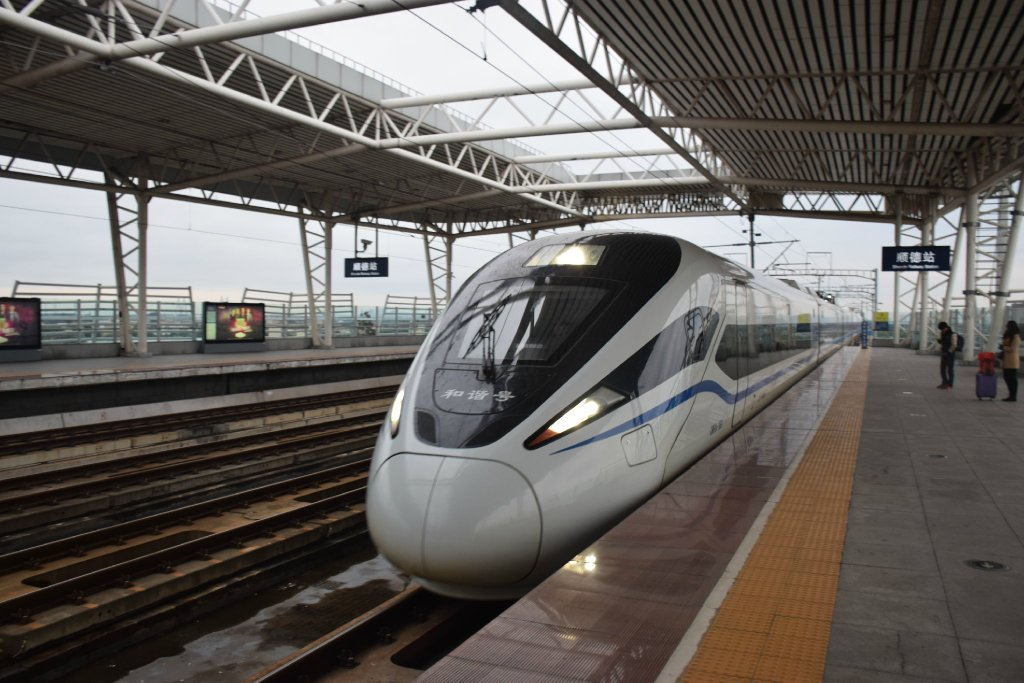
Nuevo CRH1A
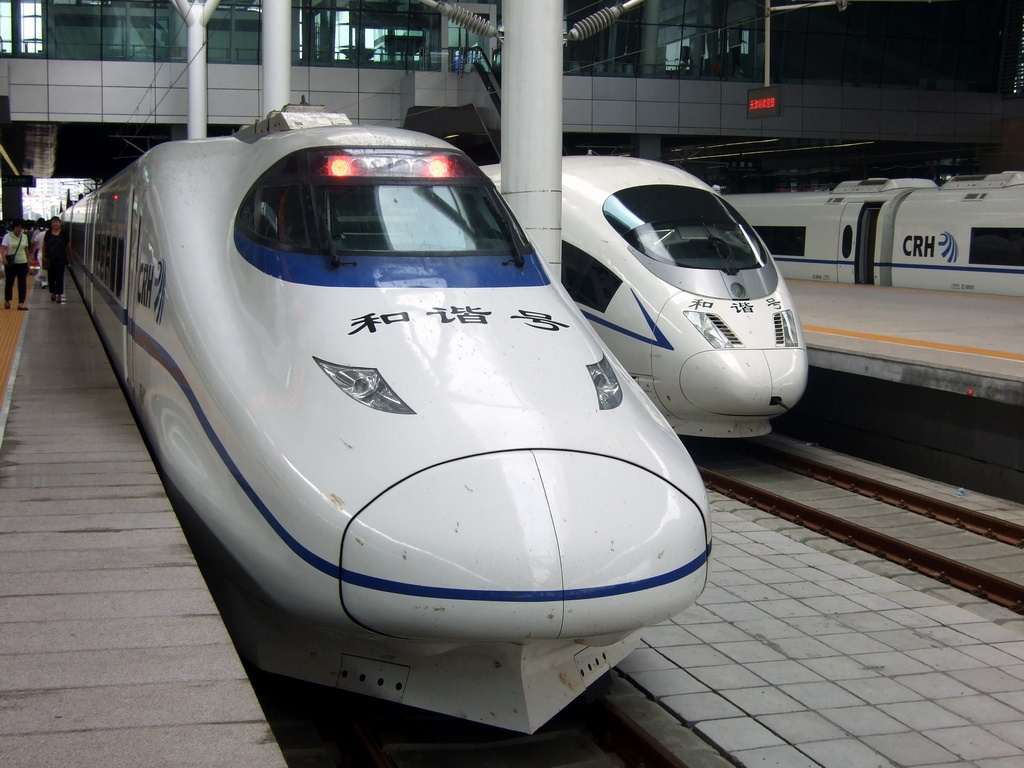
CRH2C
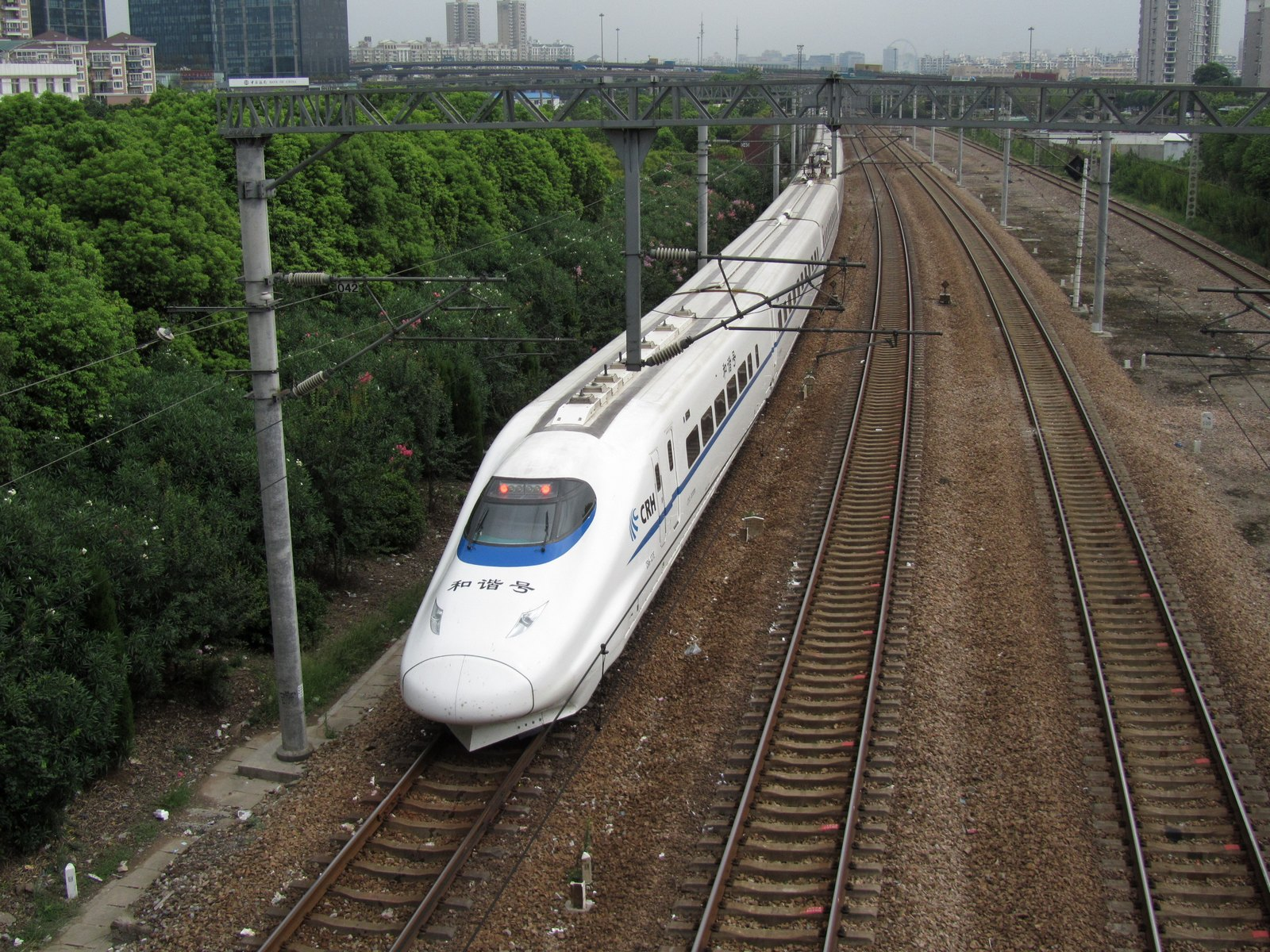
CRH2E

La tercera generación se compone de trenes preparados para las proyectadas líneas con una velocidad máxima de 380 km/h, velocidad que no se ha alcanzado en servicio comercial hasta el momento por el cambio en la política de velocidades y precios. El CRH380A es una evolución del CRH2C con la propiedad de su tecnología en disputa entre Kawasaki y China. El CRH380B es una evolución del CRH3C con una participación de Siemens de solo el 18%. El CRH380C es una evolución del CRH380B pero con Hitachi sustituyendo a Siemens. El CRH380D es la versión para China del Bombardier Zefiro 380. 

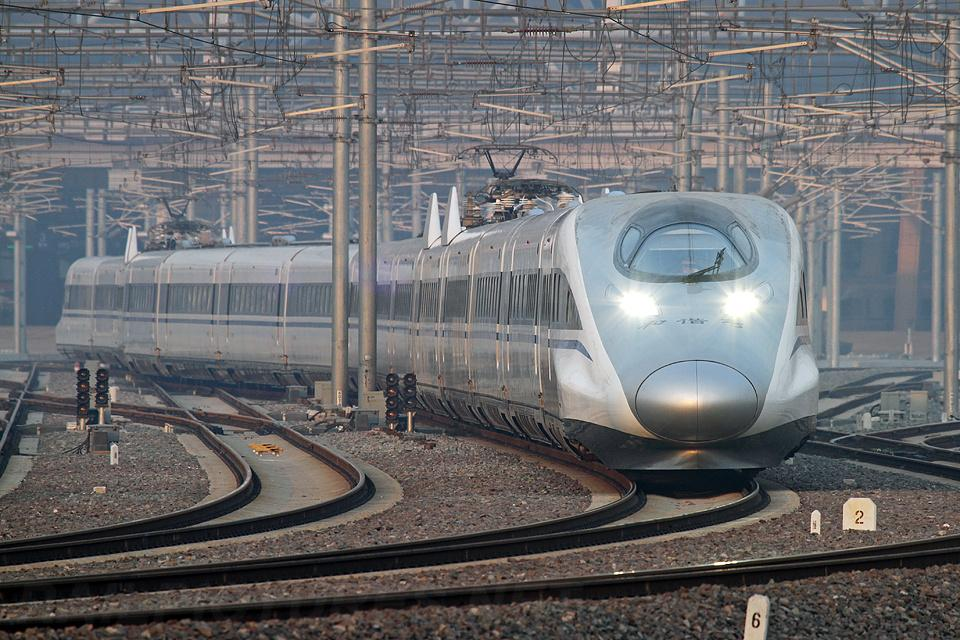
CRH380A y AL
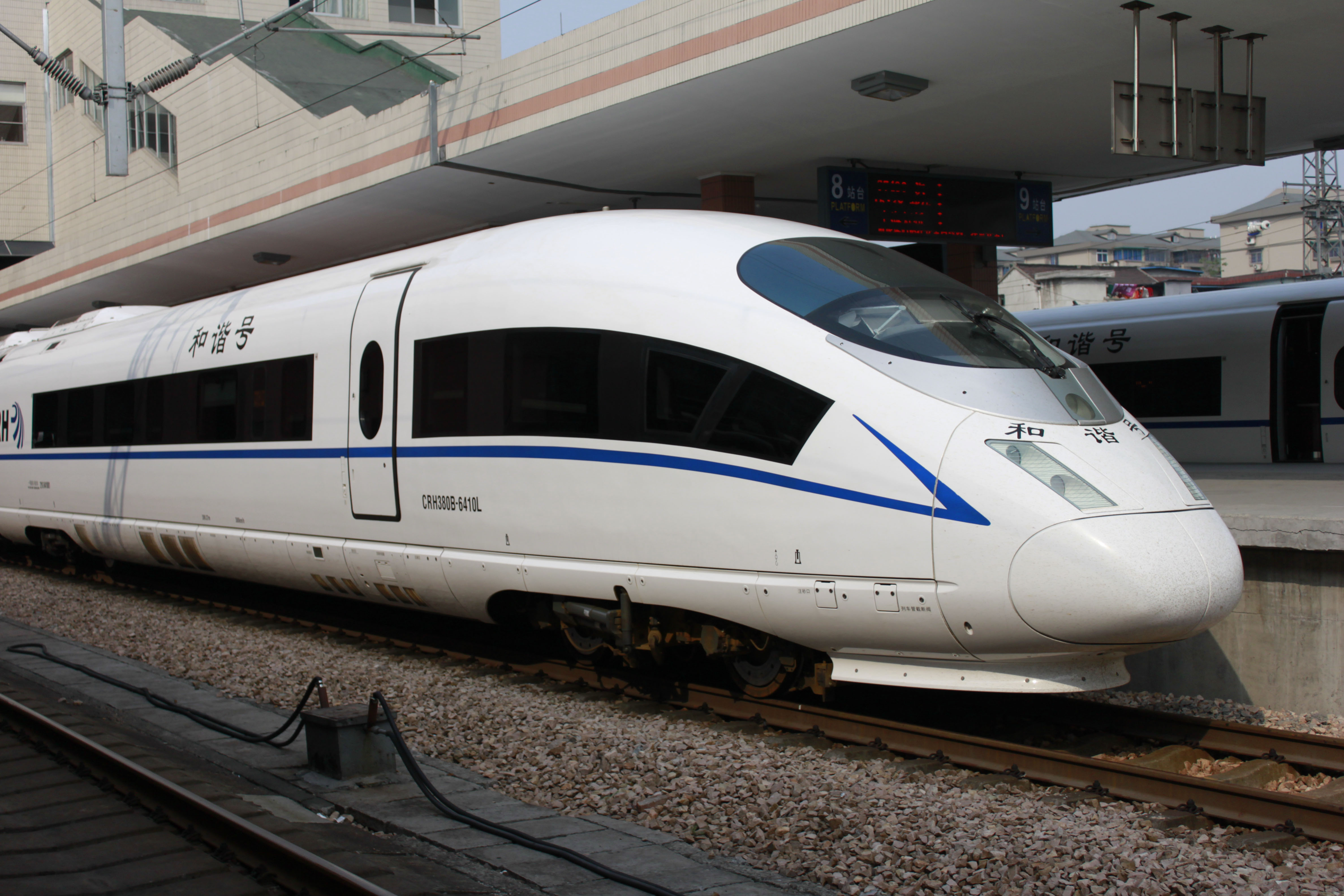
CRH380B y BL
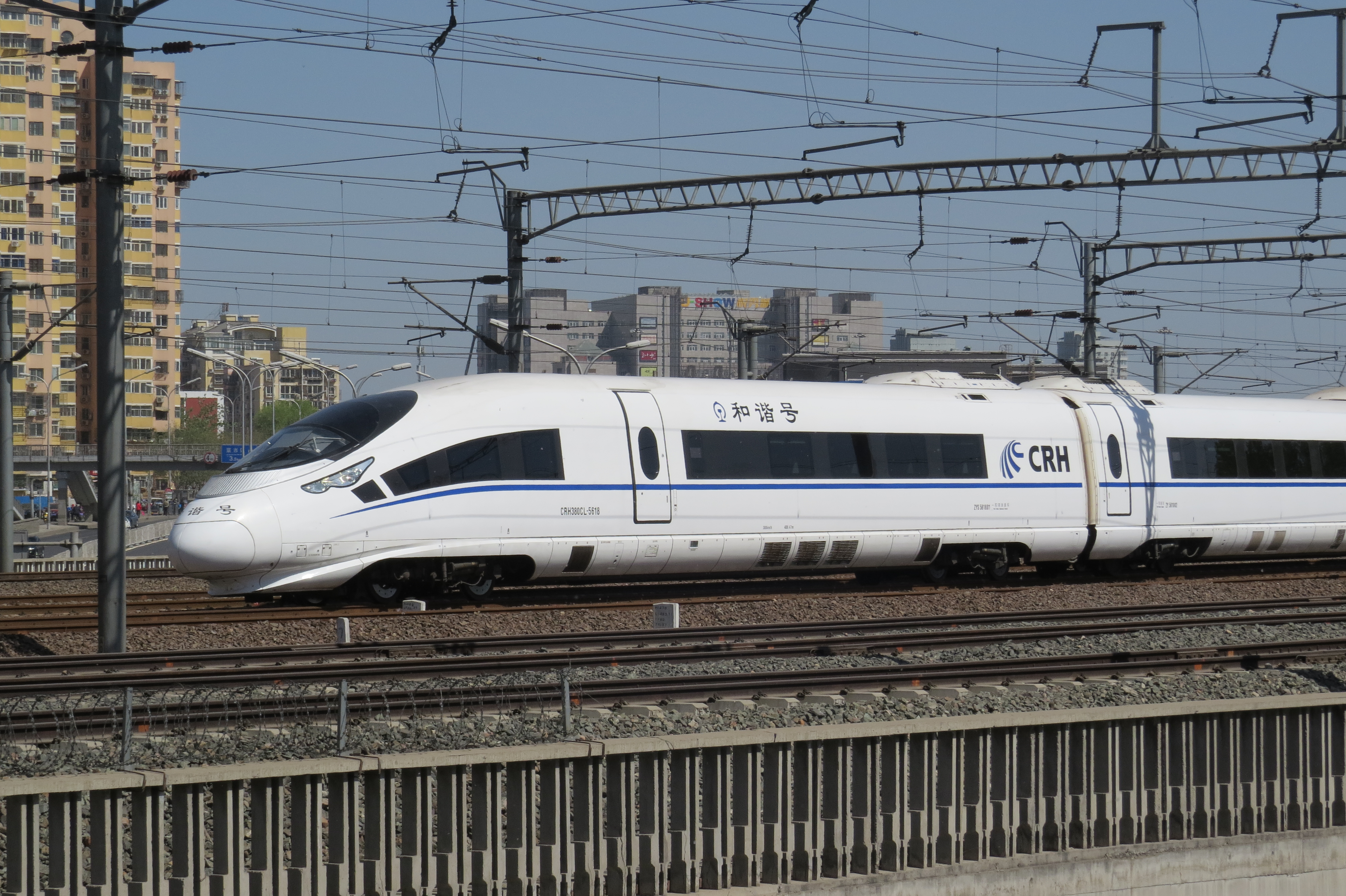
CRH380CL
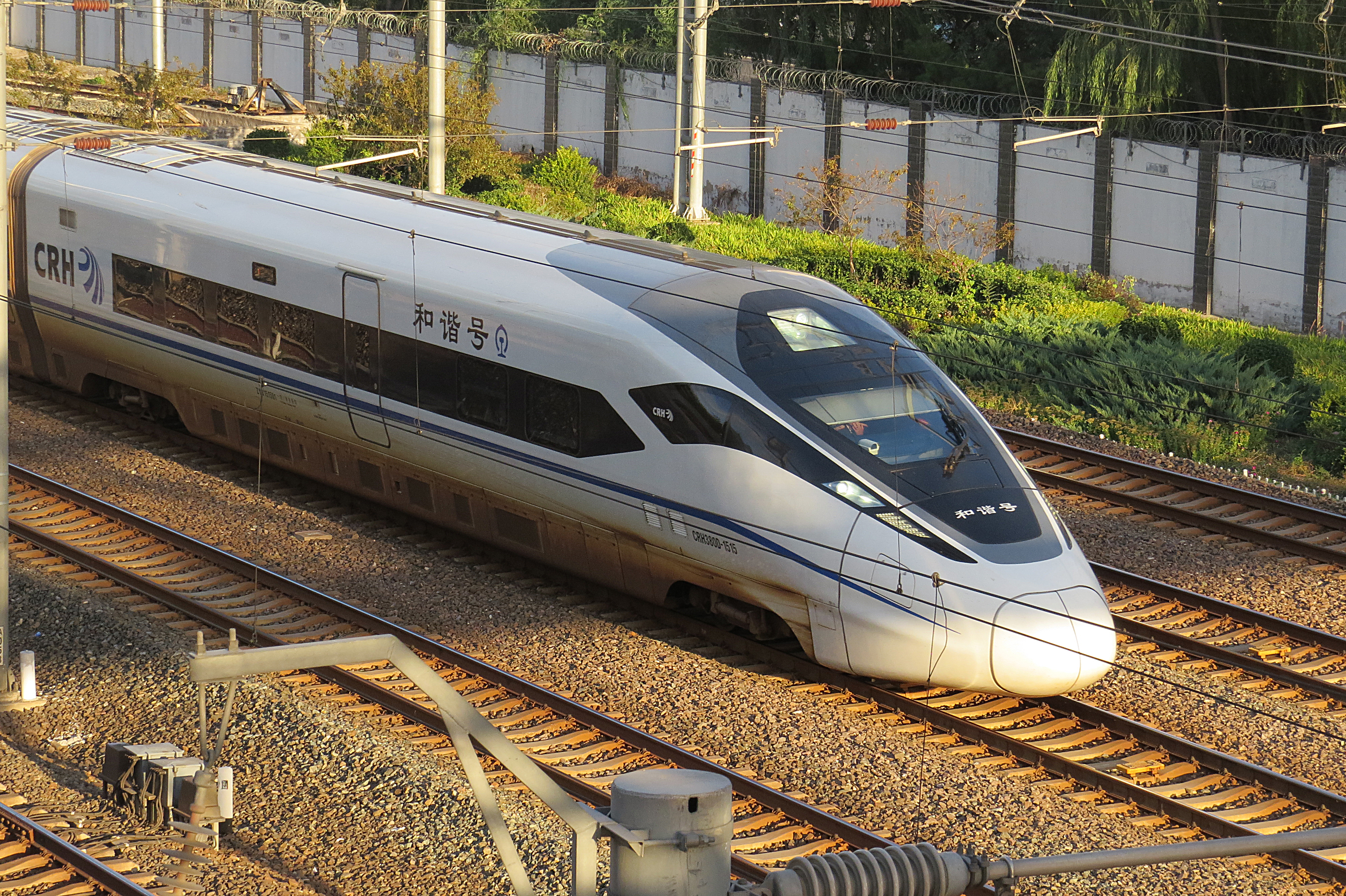
CRH380D

La que podría denominarse como cuarta generación está compuesta por versiones especializadas en climas fríos (G) o desérticos (H) y son, al menos exteriormente, muy diferentes de las primeras. En cuanto a series nuevas, todas con velocidades máximas entre 200 y 250 km/h, incluye a los nuevos CRH2A E y G, el CRH2H, el CRH5E y, para recorridos más cortos (CJ): el 
CRH6A, el CRH3A y el CRH3G.
Para estandarizar los nuevos trenes de alta velocidad chinos la Chinese Railways Corporation (CRC) puso en marcha en 2012 el proyecto de creación del tren chino estándar de alta velocidad. En diciembre de 2013 la Chinese Academy of Railway Sciences (CARS) determinó sus especificaciones técnicas y en septiembre de 2014 se cerró el diseño definitivo de los trenes y se inició el proceso de fabricación de dos prototipos (el Fénix Dorado y el Delfín Azul), uno en cada una de las principales constructoras de trenes: China South Locomotive & Rolling Stock (CSR), y China North Rolling Stock (CNR). Mientras tanto ambas empresas se fusionaron el 1 de junio de 2015 para formar China Railway Rolling Stock Corporation (CRRC), el primer grupo industrial del mundo, por delante de General Electric, y líder indiscutible de un mercado, el del material rodante ferroviario, que ya dominaban sus dos antecesoras.

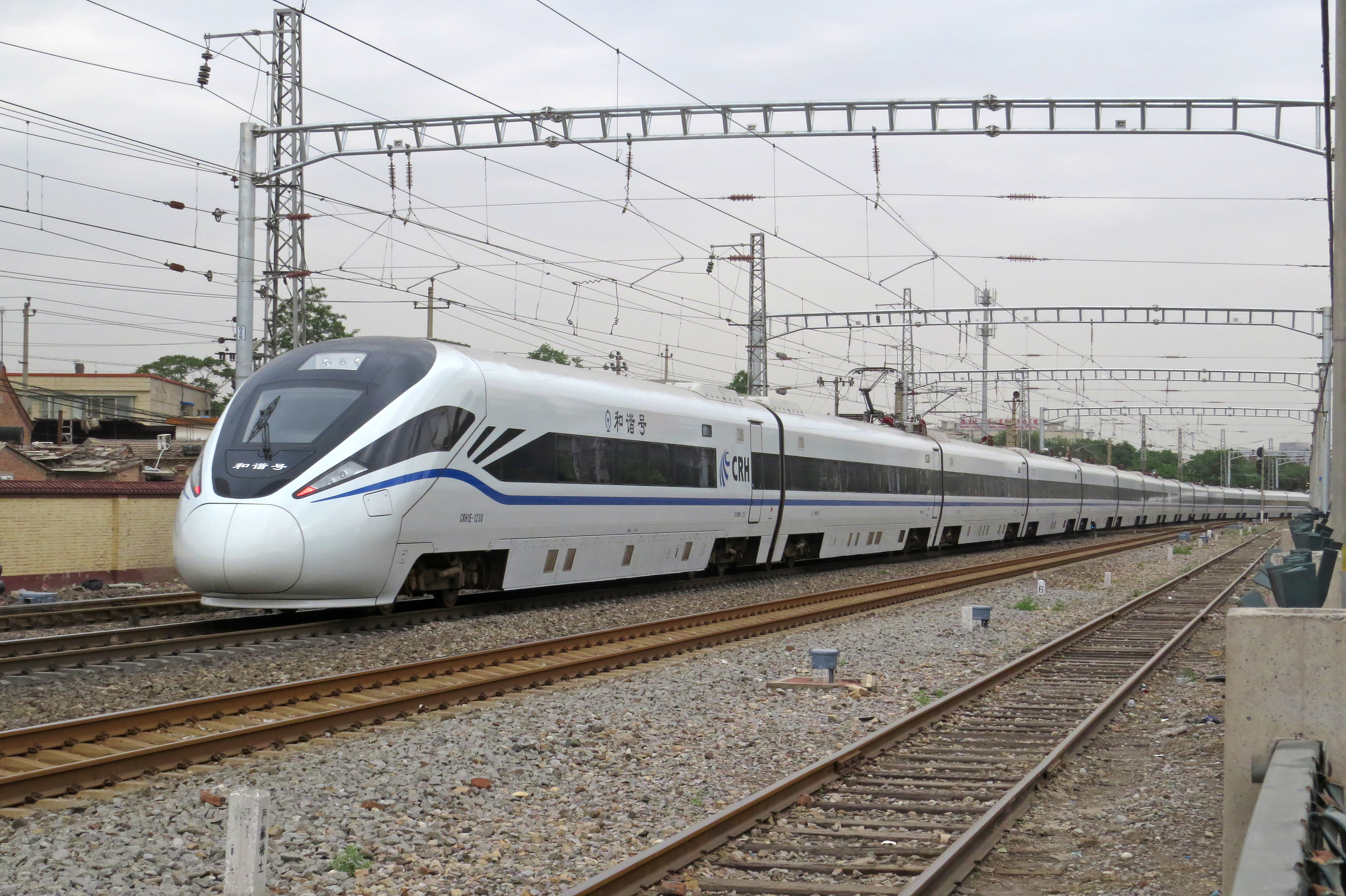
Nuevo CRH1E
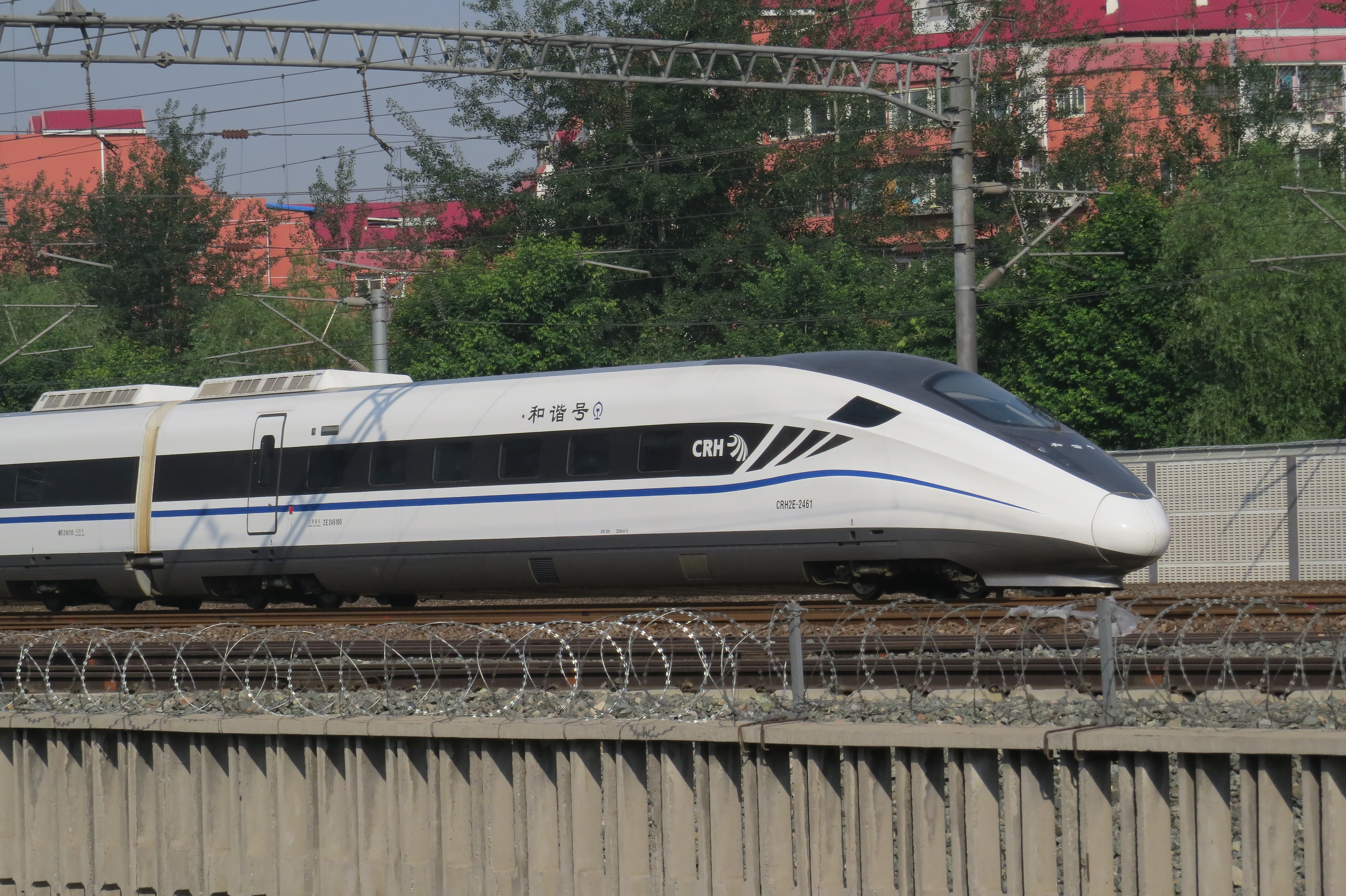
Nuevos CRH2A E y G
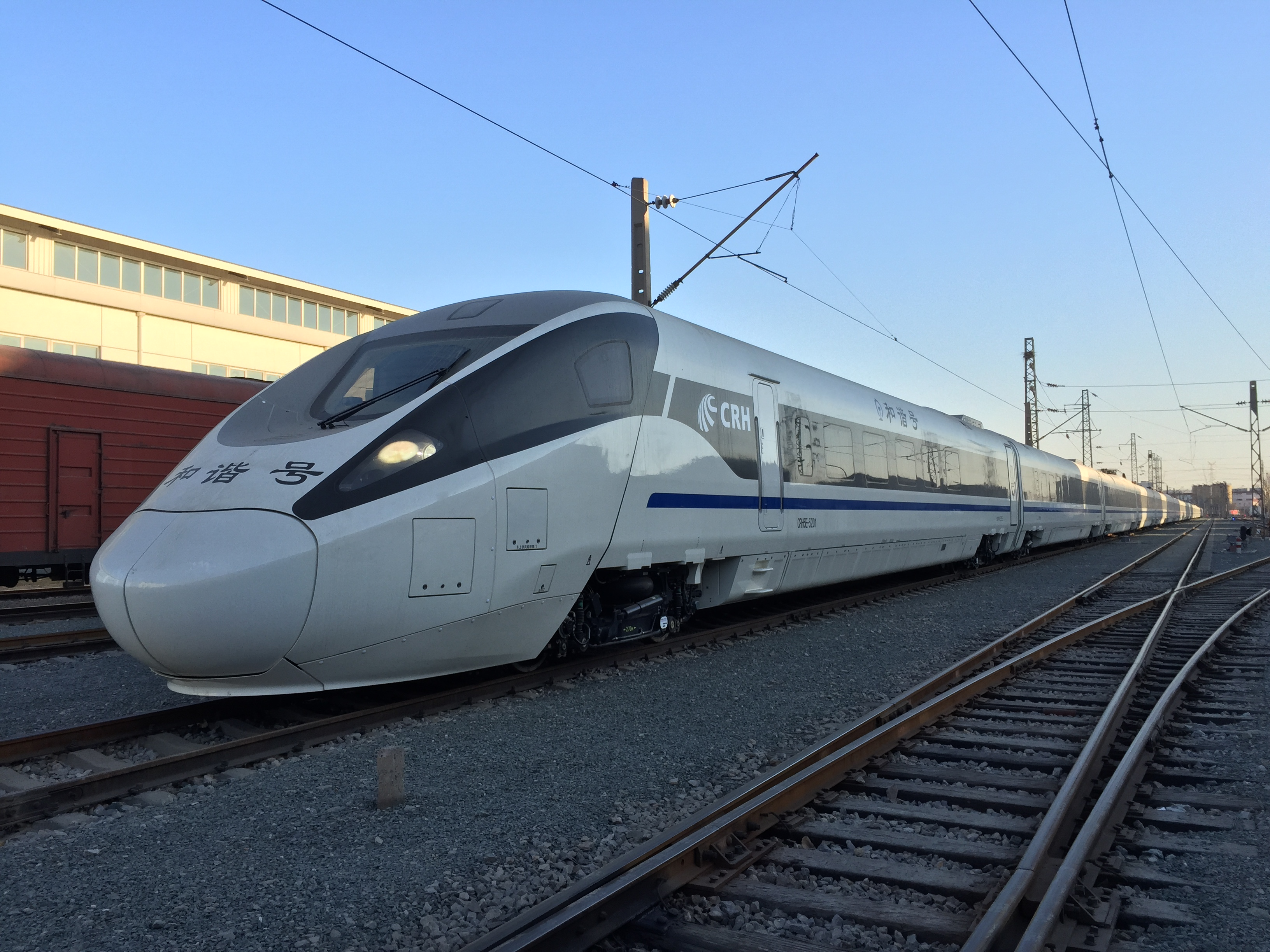
CRH5E
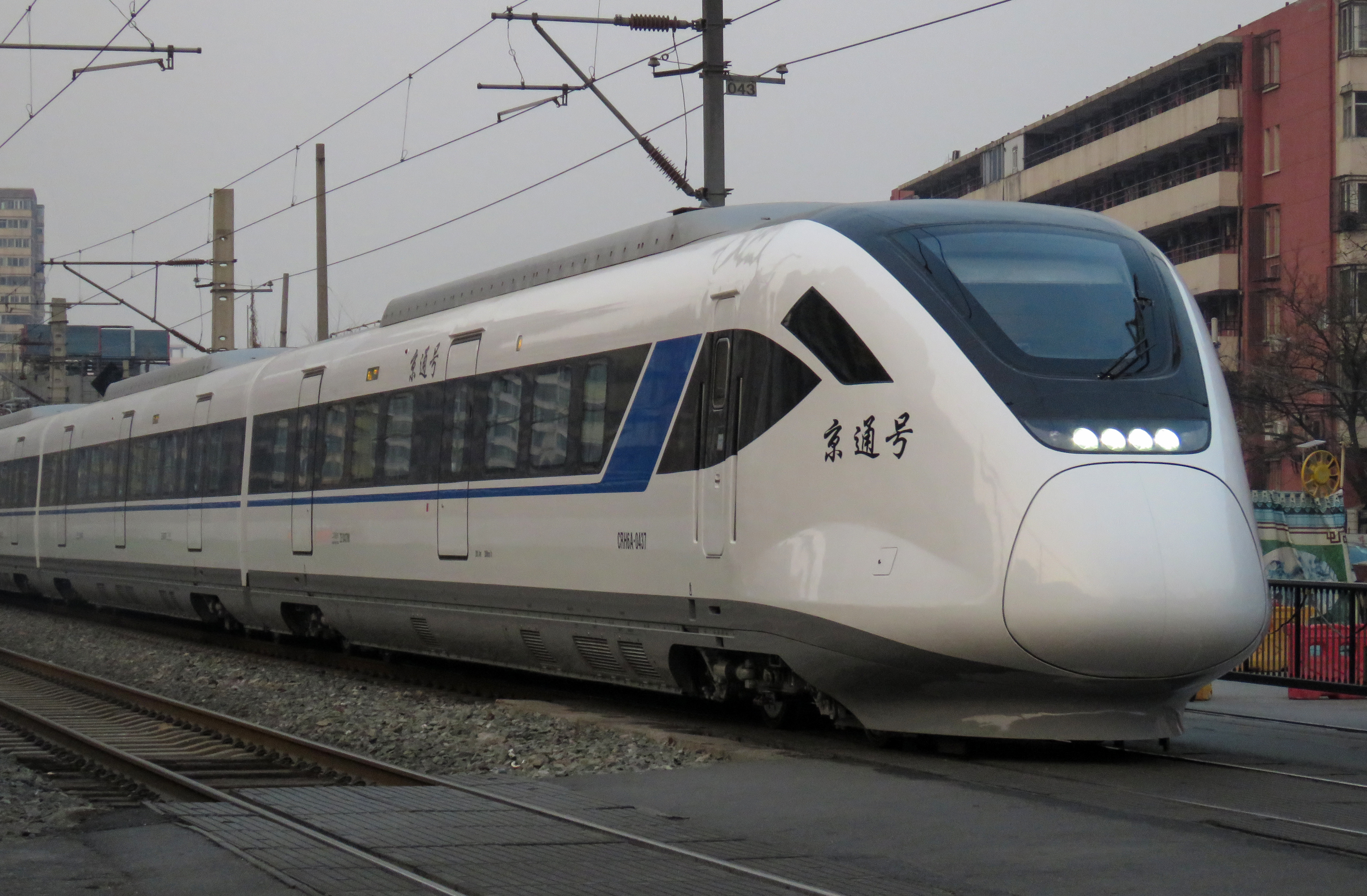
CRH6A
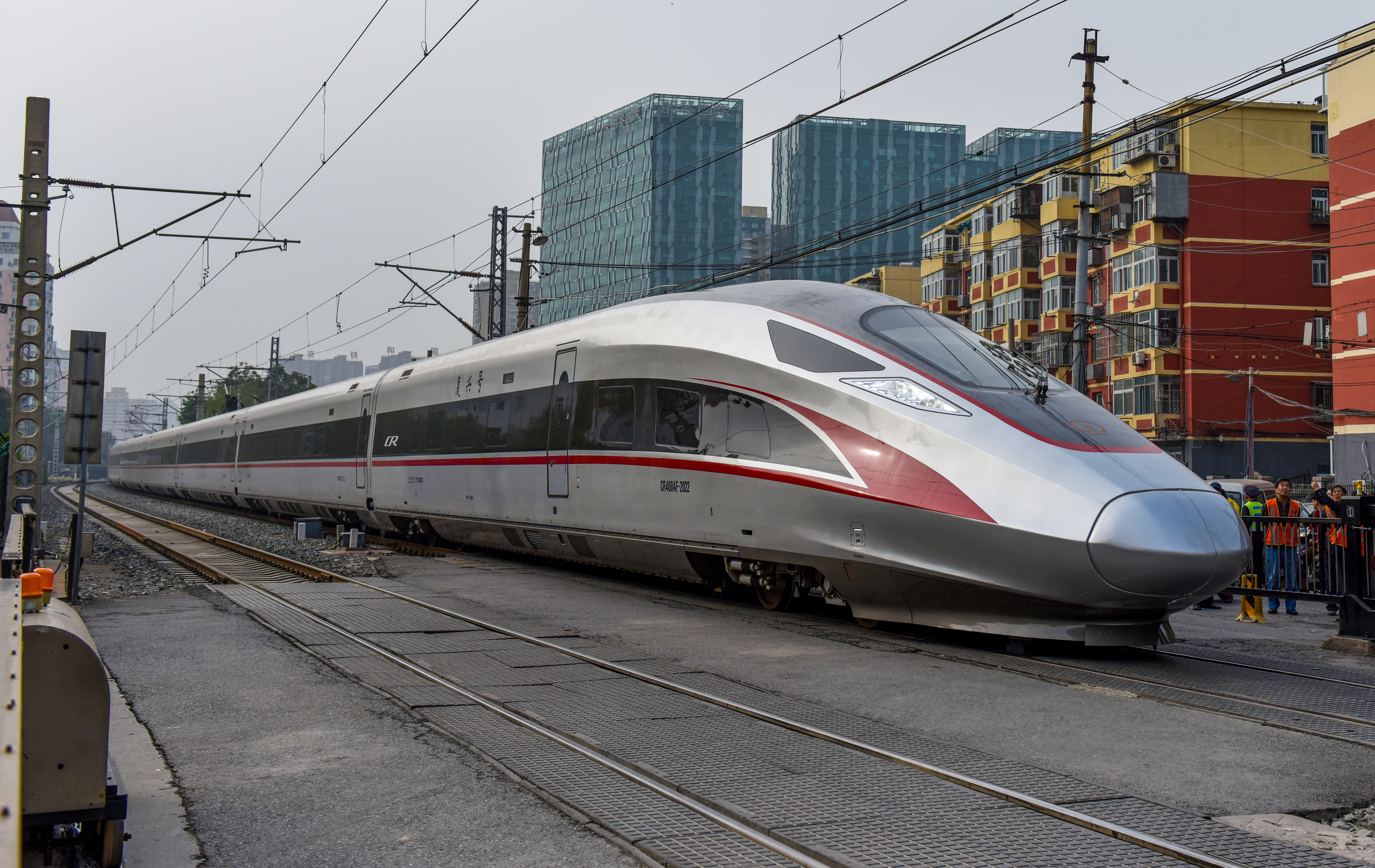
CR400AF
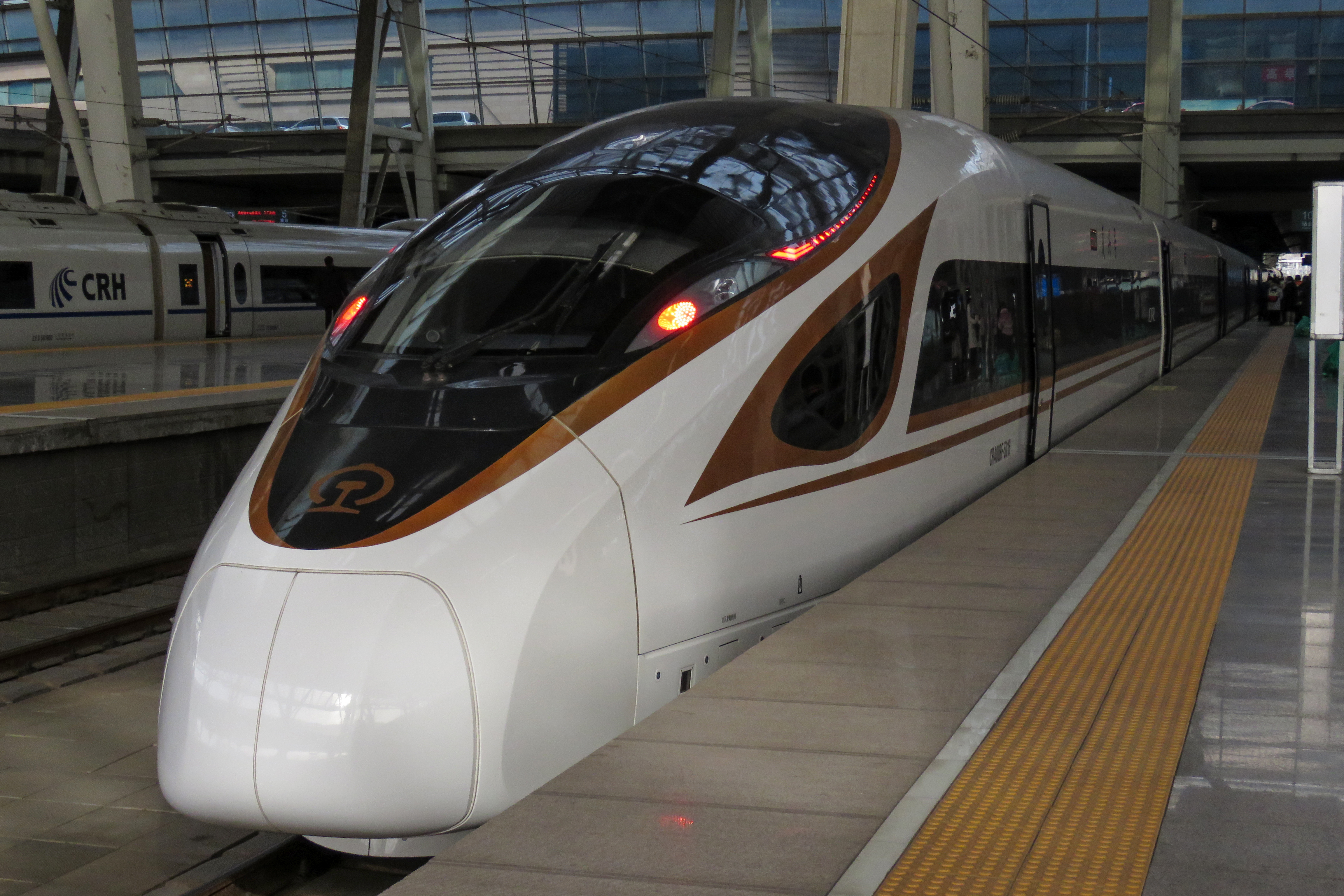
CR400BF

Los prototipos encabezan dos series que, pese a sus grandes diferencias estéticas, comparten las mismas características: velocidad máxima de 350 km/h, cuatro motores y cuatro remolques en 209 metros de longitud, 3 360 mm de ancho y 4 060 de alto, un peso máximo de 17 toneladas por eje y 556 plazas: 10 en clase club, 28 en primera clase, y 518 en segunda. La serie fabricada por Qingdao Sifang (CRH350A) entró en servicio el 15 de agosto de 2016. Según CRRC solo tienen tecnología china y podrán exportarse sin problemas.

### Pedidos
Hasta el 13 de octubre de 2010 la China Rail Investment Corporation (CRIC) realizó 20 pedidos para un total de 1 190 trenes de alta velocidad: 670 para 300 / 380 km/h y 520 para 250 km/h. Desde el cambio en la política de velocidades y precios de abril de 2011 todos los pedidos han sido de trenes con 8 coches y, pese a que algún pedido anterior fue modificado para reducir el número de trenes de mayor velocidad, la mayor parte de los pedidos realizados son de trenes con una velocidad máxima de 380 km/h. En total, entre el 10 de octubre de 2004 y el 24 de septiembre de 2014 CRIC realizó 31 pedidos para un total de 1 765 trenes de alta velocidad: 999 para 300 / 380 km/h y 766 para 250 km/h; 310 de esos trenes tienen 16 coches (240 y 70). El total pedido hasta el 18 de diciembre de 2015 asciende a 2 246 trenes: 1 267 para 300 / 380 km/h y 979 para 250 km/h.

### Parque de trenes
| Serie        | En servicio    | Parque | Pedidos | Configuración | Plazas          | Fabricantes                                     | Potencia (kW) | Velocidad | Modelo                              | Longitud | Peso | Precio (M €) |
| CRH1A        | 2007/13        | 126    | 126     | 5 M 3 R       | 668/635         | BST Bombardier-Sifang                           | 5.300         | 220/250   | Regina                              | 214      | 420  | 12,95/14,44  |
| CRH1B        | 2009/10        | 19     | 20      | 10 M 6 R      | 1.299           | BST Bombardier-Sifang                           | 11.000        | 250       | Regina x 2                          | 426      | 842  | 25,00        |
| CRH1E        | 2009/11 y 2017 | 20     | 25      | 10 M 6 R      | 618/642         | BST Bombardier-Sifang                           | 13.500        | 250       | Literas Zefiro 250                  | 429      | 859  | 25,00        |
| CRH2A        | 2007/          | 313    | 326     | 4 M 4 R       | 588/610         | Kawasaki (3) y CSR Sifang                       | 4.800         | 250       | Shinkansen E2                       | 201      | 360  | 15,05        |
| CRH2B        | 2008/09        | 10     | 10      | 8 M 8 R       | 1.229           | CSR Sifang                                      | 9.600         | 250       | Shinkansen E2 x 2                   | 401      | 759  | 31,57        |
| CRH2C        | 2008/10        | 60     | 60      | 6/8 M 2/0 R   | 610             | CSR Sifang                                      | 7.200/8.760   | 300/350   | Shinkansen E2 renovado              | 201      | 371  | 13,40        |
| CRH2E        | 2008/09        | 19     | 20      | 8 M 8 R       | 630             | CSR Sifang                                      | 9.600         | 250       | Literas Shinkansen E2               | 401      | 779  | 14,42/14,71  |
| CRH3C        | 2008/10        | 80     | 80      | 4 M 4 R       | 556/600         | Siemens (3) y CNR Tangshan                      | 8.800         | 350       | Velaro CN                           | 201      | 447  | 20,63/21,24  |
| CRH5A G y H  | 2007/15        | 166    | 195     | 5 M 3 R       | 570 (G)/585/621 | Alstom (3) y CNR Changchun                      | 5.500         | 250       | New Pendolino no basculante         | 212      | 451  | 10,33/16,80  |
| CRH380A      | 2010/          | 186    | 233     | 6 M 2 R       | 494/556         | CSR Sifang                                      | 9.600         | 380       | Basado en el E2                     | 203      | 388  | 18,60/26,40  |
| CRH380AL     | 2011/14        | 100    | 100     | 14 M 2 R      | 1.028/1.061     | CSR Sifang                                      | 20.440        | 380       | Basado en el E2 x 2                 | 401      | 890  | 39,30        |
| CRH380B      | 2012/          | 304    | 316     | 4 M 4 R       | 591 (G)/600     | CNR Tangshan y Changchun (Siemens: 18 %)        | 9.200         | 380       | Velaro CN renovado                  | 200      |      | 18,90/25,00  |
| CRH380BL     | 2011/13        | 115    | 115     | 8 M 8 R       | 1.043           | CNR Tangshan y Changchun (Siemens: 18 %)        | 18.400        | 380       | Velaro CN renovado x 2              | 399      | 894  | 41,10/41,26  |
| CRH380CL     | 2013           | 25     | 25      | 8 M 8 R       | 1.053           | CNR Changchun/Hitachi                           | 19.200        | 380       | Basado en el Velaro CN x 2          | 400      |      | 48,00        |
| CRH380D      | 2014/16        | 16     | 70      | 5 M 3 R       | 495/528         | BST Bombardier-Sifang                           | 10.000        | 380       | Zefiro 380                          | 215      | 462  | 20,50/22,60  |
| CRH6A        | 2015/          | 24     | 24      | 4 M 4 R       | 586             | CSR Sifang, Nanjing Puzhen y Guangdong Jiangmen | 5.520         | 200       | CJ diseño nuevo (CINOVA)            | 201      |      | 10,29        |
| CRH3A        | 2015/          | 2      | 8       | 4 M 4 R       | 616             | CNR Tangshan                                    | 5.120         | 200       | CJ diseño nuevo (CJ1001 y 2)        | 202      | 428  |              |
| CRH1A NG     | 2015/          | 2      | 60      | 5 M 3 R       | 613             | BST Bombardier-Sifang                           | 5.500         | 250       | Zefiro 250NG                        | 209      | 428  | 14,80        |
| CRH1E NG     | 2016/          |        | 5       | 10 M 6 R      | 642             | BST Bombardier-Sifang                           |               | 250       | Literas Zefiro 250NG                | 430      |      | 30,40        |
| CRH2A y G NG | 2016/          |        |         | 4 M 4 R       |                 | CSR Sifang                                      |               | 250       | Diseño nuevo                        | 201      |      | 15,73/18,20  |
| CRH2H        | 2016/          |        | 16      | 4 M 4 R       | 613             | CSR Sifang                                      |               | 250       | Diseño nuevo                        | 201      |      |              |
| CRH2E NG     | 2016/          |        |         | 8 M 8 R       |                 | CSR Sifang                                      |               | 250       | Literas, diseño nuevo               |          |      |              |
| CRH5E        | 2016/          |        |         | 10 M 6 R      |                 | CNR Changchun                                   |               | 250       | Literas, basado en el New Pendolino |          |      |              |
| CRH3G        | 2016/          |        | 16      | 4 M 4 R       | 622             | CNR Tangshan                                    | 5.312         | 250       | CJ diseño nuevo (CJ2001)            | 196      | 416  |              |
| CRH350A      | 2016/          |        |         | 4 M 4 R       | 556             | CRRC Sifang                                     |               | 350       | Diseño nuevo estándar (0208)        | 209      |      |              |
| CRH350B      | 2016/          | 0      |         | 4 M 4 R       | 556             | CRRC Changchun                                  |               | 350       | Diseño nuevo estándar (0503)        | 209      |      |              |
|              |                |        |         |               |                 |                                                 |               |           |                                     |          |      |              |

Trenes para 300 / 380 km/h: 886
Trenes para 200 / 250 km/h: 699 (64 trenes para 200 / 220, resto para 250)
Trenes para 200 km/h o más: 1 593 (contando los 8 DJJ1 Blue Arrow)
Recopilación según medios especializados, actualizado a 4 de mayo de 2015. El 31 de diciembre del mismo año había 1 800 trenes de alta velocidad en servicio. Sumando las entradas de la Wikipedia china en agosto de 2016 resulta un total de 2 063 trenes.